# Bariumsulfide
Bariumsulfide (BaS) is een anorganische verbinding van barium en zwavel. Het is een giftige vaste stof met een kubische kristalstructuur.

## Synthese
Bariumsulfide kan bereid worden uit een carbothermische reductie van bariumsulfaat:
{\displaystyle {\ce {BaSO4 + 2C -> BaS + 2CO2 (^)}}}